# 卡拉比尼夫卡 (諾索夫卡區)
50°51′1″N 31°45′37″E / 50.85028°N 31.76028°E
卡拉比尼夫卡（烏克蘭語：Карабинівка），是烏克蘭北部的村莊，隸屬切爾尼希夫州的尼任區。該村始建於1939年，面積0.01平方公里，海拔高度129米，2001年人口153。